# Таннер Бьюкенен
Таннер Еммануель Бьюкенен (англ. Tanner Emmanuel Buchanan; нар. 8 грудня 1998, Лайма, Огайо) — американський актор. Він відомий своїми ролями Лео Кіркмана в політичній драмі ABC «Останній кандидат» і Роббі Кіна в серіалі Netflix «Кобра Кай». Він також відомий своєю роллю Кемерона Квеллера в романтичній комедії «Це все він».

## Біографія
Б'юкенен народився 8 грудня 1998 року в Лайма, штат Огайо, у родині Стіва та Марлони Б'юкенен. Він виріс у християнській родині і відвідував Гландорфська початкова школа в Огайо. Він переїхав до Лос-Анджелес зі своєю сім’єю у 2007 році, щоб продовжити свою акторську кар’єру.

## Кар'єра
У 2010 році Бьюкенен вперше з'явився на телебаченні, зігравши дитячу роль в серіалі «Американська сімейка». Через три роки він з'явився в «Анатомія Грей», «Особливо тяжкі злочини» та «Ґолдберги». Б'юкенен неодноразово грав у серіалах «Дівчина зустрічає світ», «Гра Шейкери» та «Фостери». У 2016 році він зіграв свою першу головну роль на телебаченні, зігравши Лео Кіркмана в політичному драматичному серіалі «Останній кандидат». У 2018 році він почав грати відчуженого сина Джонні Лоуренса Роббі Кіна в серіалі YouTube Premium (а пізніше Netflix) «Кобра Кай». Б'юкенен також знявся в рімейку фільму «Це все вона» під назвою «Це все він».

## Фільмографія

### Фільм
- 2011 — «Проект Джеффа та Джекі Філго без назви»
- 2012 — «Справжній святий Нік»
- 2013 — «Джейк Квадрат[en]»
- 2015 — «Розквіт нечутливих виродків[en]»
- 2017 — «Що завгодно[en]»
- 2019 — «Макс Вінслоу і будинок таємниць»
- 2019 — «Зловісне спокушання»
- 2020 — «Шанс[en]»
- 2021 — «Це все він»
- 2022 — «Гіперіони[en]»

### телесеріал
- 2010 — «Американська сімейка»
- 2013 — «Анатомія Грей»
- 2013 — «Особливо тяжкі злочини»
- 2013 — «Дівчата-привиди[en]»
- 2013–2014 — «Ґолдберги»
- 2014 — «Зростання Фішера[en]»
- 2014 — «Міксологія[en]»
- 2015 — «Дівчина зустрічає світ[en]»
- 2015–2019 — «Гра Шейкери[en]»
- 2016 — «Фостери»
- 2016–2018 — «Останній кандидат»
- 2017 — «Повніший будинок»
- 2018 — «Ґолдберги: 1990-те»
- 2018—2025 — «Кобра Кай»
- 2020 — «Заступник[en]»